# Belford Castle
Belford Castle ist eine abgegangene Burg im Dorf Belford in der englischen Grafschaft Northumberland. Heute steht an der Stelle ein zinnenbewehrtes Haus namens Westhall. Die Existenz einer Motte aus dem 11. Jahrhundert an dieser Stelle ist wahrscheinlich, aber nicht gesichert.

## Geschichte
Im 11. Jahrhundert entstand vermutlich eine Motte an der Stelle, an der heute ein moderner Bauernhof steht. Von dieser Burg sind heute nur noch Erdwerke erhalten. Im 15. Jahrhundert wurden ein Turm und ein Burggraben hinzugefügt. 1415 gehörte die Burg der Familie D'Arcy; später fiel sie an die Familie Conyers und dann an die Familie Forster und weiter an die Familie Dixon. Im 18. Jahrhundert wurde das Anwesen an William Clarke verkauft.

### Einwände
Der Historiker Philip Davis meint, dass wegen der nachweislichen Existenz einer prähistorischen Burganlage an der Stelle der heutigen Kapelle von Belfort der Bau einer weiteren solchen befestigten Anlage im 11. Jahrhundert in nächster Nähe unwahrscheinlich sei. Man hätte eher die vorhandene Anlage ausgebaut.